# Wicklow
Wicklow (irsky Cill Mhantáin je přístavní město ve východní části Irska, v hrabství Wicklow. Je to správní středisko hrabství a je 4. nejlidnatějším městem v hrabství. Místní přístav slouží převážně na vývoz dřeva.

## Poloha
Wicklow se nachází na pobřeží Irského moře, v místě kde řeka Vartry ústí do mořské laguny Broad Lough. Rozprostírá se v oblouku podél zálivu Wicklow Harbour od území The Murrough na severu k skalnatému mysu Wicklow Head na jihovýchodě. Město je vzdáleno 22 kilometrů jižně od Greystones a 25 kilometrů na SSV od Arklow.

## Doprava
Leží na křižovatce cest R750 a R751, západně od města prochází důležitá cesta N11 a přes Wicklow prochází hlavní železniční trať Dublin – Wexford – Rosslare Harbour.

## Pamětihodnosti
Z historických památek jsou nejvýznamnější bývalé františkánské opatství, budova radnice a městské věznice.